# 防犯登録
防犯登録（ぼうはんとうろく）とは、自転車の安全利用の促進及び自転車等の駐車対策の総合的推進に関する法律第12条に基づき、自転車の利用者に対し行うことが義務付けられている制度（システム）である。その内容としては、都道府県ごとに指定された団体が主に盗難防止を目的として、自転車の利用者に対して行う登録、そしてその登録に関わるものである。また、防犯登録によって交付され、自転車に貼るステッカーのことをさす場合もある。

## 概要

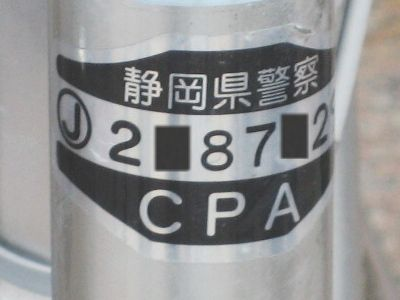
自転車防犯登録標（静岡県の例）

都道府県の公安委員会が指定した団体が、自転車の安全利用の促進及び自転車等の駐車対策の総合的推進に関する法律および自転車の防犯登録を行う者の指定に関する規則（平成六年六月六日国家公安委員会規則第十二号）に基づいて行う自転車登録制度である。登録は、以前は任意であったが、1994年（平成6年）から自転車を利用する者に義務づけられている。
防犯登録ステッカーの色調・デザインは各都道府県によって様々だが、色調は概ね黄色・オレンジ色系統であることが多い。形は楕円形に近い丸みをおびた四角形であることが多いが、長方形や正方形といった形を採用している自治体や、五角形などの形状を採用している自治体もある。中には石川県のように縦型の長方形といった大型の物を採用している自治体もある。防犯登録の管轄は各都道府県の警察組織であることが多いが、中には自転車防犯登録協会など、警察以外の組織が管理している自治体もある。表記は、警察組織の場合は「警視庁（または「○○県警察」）」などと表記されている所が多いが、京都府や千葉県のように「○○県警」「京都府警」と略表記を採用している自治体もある。東京都や神奈川県などではステッカーに所轄署の名称が記載されており、所轄署ごとに管理されているが、多くの自治体では所轄署ごとの管理ではなく、各自治体による直接管理となっている。

### 仕組み
都道府県の公安委員会が指定した団体によって、仕組みが異なる。登録所（自転車販売店舗が基本だが、都道府県により異なる）では次の手続きを行う事が多い。以下は東京都のケース。
- 登録（新規登録）
  - 保証書または販売証明書、身分証明書、料金
  - 書類必要項目「メーカー名、車体番号、車種、タイヤサイズ、色（カラー）、その他特徴、購入者（利用者）、販売会社名」
- 譲渡（新規登録）
  - 前利用者の登録カードあるいは譲渡証明書、身分証明書、料金
  - 証明書必要項目「メーカー名、車体番号、車種、タイヤサイズ、色（カラー）、その他特徴、旧防犯登録番号、譲渡人、譲受人」
- 変更登録（県内へ移転・名前の変更、等）
  - 登録カード、身分証明書
- 抹消登録（廃車・譲渡・県外へ移転、等）
  - 登録カード、身分証明書

いずれも自転車本体が必要である。登録情報の有効保管期限後、再度新規登録（有料）しなおさなければならない。
所有者が登録所（自転車店やホームセンターなど、主に購入先）で登録を要請すると、登録者が車台番号や自転車の特徴等、所有者は氏名、住所等の必要要件を複写式の登録用紙に記入する。この控えと、防犯登録番号が印刷されたステッカーが交付される。なお、車両購入時には、現在は義務化されていることもあり、販売店から主旨を説明され費用負担と個人情報を求められることが殆どである。
但し、インターネットショップで購入した場合は、基本的に居住地の自転車店等で必要書類を持参して登録するようショップから伝えられる。しかし、サイマ等の自転車の販売に特化したネット通販サイトでは、防犯登録はショップ側がサービスとして登録する場合が多い（有料）。
所有者は交付されたステッカーを登録した自転車のフレームの目立つ場所に貼り、控えを保管する。
登録内容は各団体へ送られ、多くはデータベース化された上で警察に送られ一定の期間（沖縄県が最短の5年。他は7年・8年・10年・12年・15年・20年となるが、無期限とする自治体もある）、保管される。なお、登録は即日反映されるわけではない。購入店で登録用紙を記入した後、購入店から警察等の防犯対策機関に送られ、登録を経てデータが反映されるまで3週間〜1ヶ月ほどかかるのが普通である。個人に代わって店側の者が登録申請するため、ごく稀にではあるが情報の登録ミスや届出自体を忘れるミスが散見され、持ち主であるにもかかわず誤情報や未登録によって窃盗の容疑を掛けられた実例もある。
万一自転車が盗難に遭った場合、所有者は警察に登録届を出す。警察は防犯登録番号から所有者が正しいかどうかを確認する。自転車が発見された場合、警察が防犯登録の内容と照らし合わせ、所有者の自転車である事が確認された段階で所有者に返還する。車台番号等の自転車の情報が登録されているため、ステッカーの番号部分が削りとられている場合でも、防犯登録番号を割り出し、所有者を確認する事が出来る。
なお、登録は有料であり、永らく消費税がかかっていたが2003年（平成15年）より非課税となった。登録料は以前は500円が多かったが、近年の物価上昇の煽りを受けて登録料の値上げが相次いでおり、現在は600円が主流である。ただし、中には600円未満の自治体や600円以上の自治体もあるため、各都道府県によって異なる。購入店で防犯登録を行う場合が大半であるが、他店や他都道府県で購入した自転車に関しても同額（登録を行う都道府県の定める額）で登録できる。
しかし、他都道府県で購入した自転車は登録できないと思い込んでいる店舗や自店以外で購入した自転車の場合は登録料の他に手数料を別途徴収するなど、登録制度を詳しく理解していない（または登録主旨を理解していながら故意に制度を無視する）店舗もある。一部には車両本体価格等と登録費用を合計してから消費税計算をする店舗、非課税となる前の金額のまま請求する店舗等もあり注意が必要である。新車購入時の特典として無料提供する店舗もあるが、制度主旨から考えれば、現実には車両購入価格に上乗せされているのが実態である。登録料の数%程度は自転車店にリベートされる。そのため、上述のような行為を行っている店舗の多くは制度主旨を故意に無視しているとされる（登録業務に関わっているのに登録料のリベートがあることを知らないはずがないため）。
登録についての見解は都道府県によって異なり、様々である。登録は現住所の在る都道府県内でなければならない制約は無い。この理由から、例えば北海道に居住している者が沖縄県で登録（沖縄県のステッカーを貼付）することも可能である。但し前述の通り、警察が登録された情報を照合しなければならないため、登録先と盗難届の提出先、さらには発見先が異なる都道府県であると時間がかかる場合もある。そのため、各都道府県警察や取りまとめ団体によっては、転居の際は旧来の登録を抹消し、転居先で再登録することを奨める説明をしているところもある。
登録車を廃棄、譲渡する場合は抹消登録が必要である。

#### 防犯登録の期限・登録料
自転車防犯登録は法律で定められた義務なので必ず登録しなければならない。登録していなくても罰則は無いが、これは任意制だった頃の名残による。また、登録しても期限が切れてしまえば無登録と同じであるが、多くの人が期限切れに気付かずに乗っていることが殆どであるため、罰則を設けると莫大な数の処理をしなければならなくなるという事情もある。
あまり知られていないが、自転車防犯登録には上述のように有効期限が設けられており、期限は都道府県によってまちまちである。以前は5年とする自治体が多かったが、現在は多くの自治体で有効期限の延長化が進んでおり、有期期限から無期限に移行している自治体もある。2025年現在の有効期間は、5年が1県、7年が7県、8年が6県、10年が18都道府県、12年が1県、15年が2県、20年が2県、無期限が10県となっている。
登録料は上述のように以前は500円とする自治体が多かったが、近年の物価高騰の煽りを受けて自転車防犯登録も登録料の値上げが相次いでいる。2025年現在の登録料は概ね600円である自治体が多いが、600円未満の自治体もある。登録料は非課税であるが、東京都の660円のように、実質的に消費税を加算しているかのような価格の登録料となっている自治体もある。

### 目的
防犯登録は自転車の盗難防止を目的としているが、その性格から不法駐輪への取り締まりや駐輪場利用登録の要件等、自転車の所有者を明確にする目的で様々に利用されている。登録者にはステッカーが交付され、それをフレームの目立つ場所に貼る事になっているが、義務である「登録」がステッカーの貼付を含むかについては曖昧である。
放置自転車や自転車泥棒の防止として期待されている一方、自転車がまだ高額商品であった時代の制度をほぼ引き継いでおり、実情に即していない面も多い（詳細は後述）。

### 利点
- 法的根拠を持つ登録制度であり[1]、各警察本部等で情報が保管される事から[要出典]、全国で効力を持ち、自転車の盗難時の特定だけでなく、日本国内における自転車の盗難防止にも役立つ。
- 容易に改変できない車台番号等の情報と、個別の番号を結びつける事で、より正確な所有者の特定が行える。
- 番号から直接は個人情報を推定する事は出来ないため、匿名性を確保しつつも、所有権を明確にできる（自転車所有者の社会的権利と義務を明確にできる）。これは登録制自転車駐輪場等で、個々の自転車を判別するのに使用される。
- データベース化されており、比較的迅速に照会が行える。
- 自転車が事件事故に遭遇し、乗員に意識がない等氏名などを確認できない状況で身分証などを所持しておらず連絡先が不明の場合、警察は自転車の登録者が乗員であるとの推測から防犯登録の情報を頼り連絡を試みる。登録が無い場合に比べて格段に早く家族は連絡を受けることができる。

等がある。

### 欠点
防犯面で比較的大きな利点を持つこの制度であるが、いくつかの欠点も存在する。また、その中には長所としてあげられる性質ゆえの欠点もある。
- 防犯登録の情報管理は一度登録すると無期限であると勘違いされることが多いが、実は都道府県によって異なるものの、有効期間が定められている。かつては5年で有効期間が切れる自治体が多かったが、近年は電動自転車やロードバイクといった高価格帯の自転車の盗難が絶えないこともあり、有効期間を延長する自治体が増えている。2025年現在は5年・7年・8年・10年・15年・20年・無期限のいずかであるが、有効期間をかつての主流だった5年としているのは沖縄県のみである。有期期間から無期限に変更した自治体も倍増している。それでも有期期間としている自治体が多く、期限がくれば削除されることや、経年により登録情報が判読し辛くなる等、登録ステッカーが貼ってあっても、特定できない場合がある。
- 自転車使用者の防犯登録は法律で定められた義務であるが、従わずに無登録のままにしていても罰則は無い。ただし、登録が無いので自身の自転車であることを証明するのが難しくなるため、窃盗を疑われるリスクを伴うことを留意する必要がある。
- 一方で、販売店の登録作業は義務ではない。登録が有料であることからも解かる通り、あくまでサービスとして行われている。
- 登録所である自転車店に、登録に関する労力を強いる。また、一定期間の情報の保管が決められているが、一介の自転車店が個人情報を含む登録情報を長期にわたり保管する事は難しい。保管場所等の都合や個人情報保護の観点等から、保管すべきであるのに破棄する例もある。また、登録制度自体を理解していない店も多く、本来フレームに貼付けるところを、外す事が出来る部品に貼付けるなどのミスもある。
- 有効期限後の再登録を行う場合、元の「防犯登録甲カード（所有者控え）」と、自転車を購入したことを証明する書類（レシート等）、登録者本人の身分証明書の3点が必要になるケースがある。これは、店に自転車を持ち込んだ人が登録する場合に、正規の所有者であるかどうかを店側が確認するのに必要な点が挙げられる。特に身分証に関しては、公的機関が発行したもの（運転免許証などの顔写真付き）に限定しているケースもある。
- 登録後の警察からの通知等は一切無いため、登録店で手続きをしたにもかかわらず、店側や団体、警察等の不手際により登録がなされていない場合がある。
- 警察や防犯登録団体が稀に登録番号や氏名・住所などを誤って登録してしまうことがある。それにより、架空の人物が持ち主として照会されるため、所有者に窃盗の容疑がかかる場合がある。
- 自転車を特定するのに使用される車台番号は、製造者が独自に与える物であるので、重複する場合や、そもそも番号が存在しない場合がある。そのような場合に関する統一された規定は存在しない。防犯登録を定めている法律および政令は、自転車製造者もしくは販売者に個体識別が可能な車台番号を記すことも、それが改変が困難な刻印でなければならないことも、あるいは重複する番号がないことも求めてはいない。車台番号がない自転車でも売買に制限はなく、個体を識別する実質的な方法がなくても防犯登録は義務とされているが車台番号のないものは実務上登録できない。
- 再塗装される等、自転車自体に改変を加えた場合、特定が困難になる。
- 海外へ輸出される、廃棄物として廃棄される、被盗難後に乗り捨てられた先で不法駐輪等で回収・処分された場合等は全く効果がない。処分時に番号を控える仕組みも無く、一部の自治体・業者が良心で行っている程度である。
- ステッカーの素材は曲面である自転車に貼付けるためやわらかくできており、取り除く事は困難であるが不可能ではない。番号はステッカー製造後に個別に印刷されたものであり、削り取る事は比較的容易である。
- 防犯登録という通称であるが、窃盗が行われた場合に被害車両の特定と所有者への返還に資する制度であり、それは窃盗が成立した後である。したがって「防犯」すなわち犯罪を防ぐという意味合いはなく、全ての自転車が登録されることが前提の現制度下でも自転車盗被害が根絶に至らないことは「防犯」効果を期待できる制度ではない。また、盗難による捜査機関への被害届においても登録番号の届出を要することは登録車両であっても被害に合うことが前提とされているものであり、「防犯」という観点ではその意味も機能もない。

以上の欠点から、次の例のように防犯登録自体によって所有者が被害を受ける場合がある。
1. A氏が防犯登録番号001（仮定）で登録した自転車が、B氏によって盗まれ、ステッカーを剥がされた上で中古車として転売され、他県のC氏の手に渡る。
2. C氏は盗難車である事を知らずに自転車店に持ち込み、防犯登録を番号101（仮定）で行う。A氏は番号001の自転車の盗難を警察に届け出る。
3. A氏が仕事中、駐輪場に止めてある自身の自転車を車台番号やその他の特徴から発見し、後日改めて確認し、警察に連絡し、指示に従い持ち込むが、防犯登録001が登録されていない。
4. その間にC氏が届け出を出していたために、A氏は逆に窃盗の容疑がかけられてしまう。

この場合、A氏は控えを保管してあればそれを提示する事で登録の事実を確認できるが、紛失等でそれが無い場合、登録所の控えを参照する必要がある。そして、登録所の控えの保管期間は短い。また逆に、A氏の所有物であった事が確認された場合、C氏が盗品等関与罪に問われる可能性もある。
さらに、近年ではインターネットの普及によりネット通販で自転車を購入する機会が増えたが、上の例のように責任を問われる可能性がある場合が出てくるため、他店購入（他都道府県での購入を含む）や譲渡による自転車の登録を拒否する傾向にある。また、同様の理由から他都道府県の在住者への自転車の販売自体を敬遠する店舗もある。罰則は無いとはいえ、義務を果たすことが実質出来ない状況におかれる消費者が少なからずいる。

### 制度の問題点
システム上の欠点の他に、制度上不透明な部分も多く存在する。
日本の自転車の所有台数は、自転車産業振興会によると2007年（平成19年）度で全国で7,000万台を超えており、仮に全ての自転車が登録されているとすると、1口500円の登録料であるから、少なくとも合計で350億円、実際は全ての自転車が登録されている訳ではなく、逆に登録されたが破棄された自転車も相当量あるため、2004年（平成16年）度の780万件という登録数を参考にすると、税別で年間で39億円が徴収されていることになる。正確な統計に基づく計算は困難であるが、現在の必ずしもきちんと機能していると言えない状況において、徴収後の使途は公開されておらず、収入が有効に防犯に活用されているのかは不明であり、議論がある。実際防犯登録を推奨するポスターやwebサイトに記載されるように自転車が帰ってくることは、高級車になるほどほとんどない（帰ってきた後の手続きを簡便にするのが実際の主な目的である）ため、単に防犯団体や警察の収入源として、あるいは慣行として継続されているだけではないかという見方も存在する。

### 自転車以外の採用
原動機付自転車で採用されているほか、自転車を含めた乗り物の、コミュニティーや企業の独自の防犯登録制度を用意する場合がある 。